# Erzsébet Horváth
Erzsébet Horváth (Miskolc, 10 marzo 1947) è un'ex cestista ungherese.

## Carriera
Con l'Ungheria ha disputato i Campionati mondiali del 1975 e quattro edizioni dei Campionati europei (1968, 1970, 1972, 1974).